# Louise Tilly
Louise Audino Tilly (Orange, Nueva Jersey, 13 de diciembre de 1930) es una historiadora conocida por utilizar un enfoque interdisciplinar para su trabajo académico, fusionando la investigación sociológica e histórica.

## Educación
En la escuela primaria ya mostró una inclinación por la historia, influida por uno de sus maestros. Se graduó en historia por Rutgers University (con la máxima calificación) en 1952. En 1955 obtuvo su título de máster en Boston University y en 1974 su doctorado en la Universidad de Toronto.

## Trayectoria
Como autora o editora de nueve libros y cincuenta artículos científicos, Louise A. Tilly estudia la historia de la "gente corriente" y sus efectos de conjunto sobre los cambios sociales. Así, en su último libro Politics and Class in Milan, 1881-1901, estudia la dualidad de la clase trabajadora y el ascenso del movimiento socialista en Milán, Italia. Además, las investigaciones de Tilly se fijan en cómo la industrialización y los procesos de formación de clase afectaron al género y las estructuras familiares en todo el mundo.
Tilly fue profesora en Michigan State University y en la Universidad de Míchigan en las décadas de 1970 y 1980. En la Universidad de Míchigan, fue directora del departamento de estudios de género. Asimismo, presidió la American Historical Association en 1993. Posteriormente, ocupó la cátedra de Historia y Sociología Michael E. Gellert en la New School for Social Research.
Junto con Joan Wallach Scott ha contribuido de manera fundamental a los estudios de historia de las mujeres.
Ha sido autora de diversos trabajos de investigación con su marido Charles Tilly (1929-2008).

## Publicaciones
- Tilly, Louise A. (1992). Politics and class in Milan, 1881-1901. Oxford University Press. ISBN 9780195066838.
- Charles Tilly / Louise Tilly / Richard H. Tilly: El siglo rebelde: 1830-1930, Zaragoza: Prensas Universitarias de Zaragoza, 1997, ISBN 8477334854,
- Louise A. Tilly / Joan W. Scott: Women, Work and Family, New York: Methuen, 1987, ISBN 0416016812